# Parafia św. Stanisława Biskupa i Męczennika w Kożaczyźnie
Parafia św. Stanisława Biskupa i Męczennika w Kożaczyźnie – parafia rzymskokatolicka, administracyjnie należąca do archidiecezji wileńskiej, znajdująca się w dekanacie ignalińskim. 